# Sitio de Interés Científico
Ein Sitio de Interés Científico (Gebiet von wissenschaftlicher Bedeutung, auch Ort von wissenschaftlichem Interesse) ist ein vom Gobierno de Canarias (Regierung der Autonomen Spanischen Gemeinschaft der Kanarischen Inseln) definiertes Schutzgebiet in Natur- und Landschaftsschutz, das der IUCN-Kategorie IV zugeordnet, aber nicht explizit als Artenschutzgebiet ausgewiesen ist.
Das Sitio de Interés Científico wurde 1994 mit dem zweiten Naturschutzgesetz der Kanarischen Inseln eingeführt. Die einzelnen Sitios de Interés Científico werden durch ein Dekret eingerichtet.
Diese Gebiete sind in der Regel von geringer Größe und beherbergen Tier- und Pflanzenarten, die gefährdet oder wissenschaftlich interessant sind. Im Juli 1999 bestanden 19 Sitios de Interés Científico, die insgesamt eine Fläche von 1404 Hektar einnahmen. Das entsprach einem Anteil von 0,4 % an den geschützten Flächen auf den Kanarischen Inseln. Seither sind keine weiteren Schutzgebiete dieses Typs hinzugekommen (Stand September 2014).
Aktuell sind folgende Gebiete von wissenschaftlicher Bedeutung ausgewiesen:

La Palma
- Juan Mayor
- Barranco del Agua
- Las Salinas de Fuencaliente

La Gomera
- Acantilados de Alajeró
- Charco del Conde
- Charco de Cieno

Teneriffa
- Acantilado de La Hondura
- Tabaibal del Porís
- Los Acantilados de Isorana
- La Caleta
- Interian
- Barranco de Ruíz

Gran Canaria
- Jinámar
- Tufia
- Roque de Gando
- Juncalillo del Sur

Fuerteventura
- Playa del Matorral

Lanzarote
- Los Jameos
- Janubio

## Quelle
- Gobierno de Canarias